# Helichrysum obconicum
Helichrysum obconicum é uma espécie de planta com flor pertencente à família Asteraceae. 
A autoridade científica da espécie é DC., tendo sido publicada em Prodromus Systematis Naturalis Regni Vegetabilis 6: 181. 1837 (1838).

## Portugal
A espécie é endémica do Arquipélago da Madeira.

## Protecção
Não se encontra protegida por legislação portuguesa ou da Comunidade Europeia.